# (612088) 1999 CM158
(612088) 1999 CM158, também escrito como (612088) 1999 CM158, é um objeto transnetuniano que está localizado no cinturão de Kuiper, uma região do Sistema Solar. Este corpo celeste é classificado como um plutino, pois, o mesmo está em uma ressonância orbital de 2:3 com o planeta Netuno. Ele possui uma magnitude absoluta de 7,8 e, tem um diâmetro estimado com cerca de 121 quilômetros.

## Descoberta
(612088) 1999 CM158 foi descoberto no dia 11 de fevereiro de 1999 pelos astrônomos C. A. Trujillo, D. C. Jewitt e J. X. Luu.

## Órbita
A órbita de (612088) 1999 CM158 tem uma excentricidade de 0,282 e possui um semieixo maior de 39,536 UA. O seu periélio leva o mesmo a uma distância de 28,404 UA em relação ao Sol e seu afélio a 50,667 UA.